# Cedovim
Cedovim es una freguesia portuguesa del Municipio de Vila Nova de Foz Côa, con 30,76 km² de superficie y 434 habitantes (2001). Su densidad de población es de 14,1 hab/km².